# Paarse premiumwandeling
De Paarse premiumwandeling, ook wel heidewandeling genoemd, is een door het Deutsches Wanderinstitut gecertificeerde natuurwandeling doorheen het Nationaal Park Hoge Kempen. De startplaats bevindt zich aan de hostellerie La Butte au Boix in Lanaken.
De wandeling met een lengte van 11,2 kilometer wordt aangegeven middels bewegwijzeringsbordjes voorzien van een paarse trapezium. Het Deutsche Wanderinstitut roemt de wandelroute omwille van het "bijzondere landschapsmozaïek van heide- en bosgebieden in het (destijds) enige Belgische nationale park".

## Omgeving
De route loopt grotendeels door het Vlaams natuurreservaat Vallei van de Ziepbeek, passeert het Koninklijk Domein van Opgrimbie, het natuurreservaat Molenberg (Nationaal Park Hoge Kempen) en scheert het Vlaams natuurreservaat Neerharerheide. De route is niet specifiek toegankelijk voor rolstoelgebruikers en grotendeels onverhard. Volgens de website Visitlimburg.be is de wandeling in augustus en september op zijn mooist, omdat dan de uitgestrekte heidevelden in bloei staan.

#### Bezienswaardigheden
Bezienswaardigheden op de route zijn de Aspermansvijver (met vogelkijkhut) en de begraafplaats van het OPZC Rekem dat tevens dienstdoet als natuurbegraafplaats. Naar aanleiding van het verschijnen van de filmdocumentaire Onze Natuur, De Film oordeelde een ploeg van Het Belang van Limburg dat de wandeling het predicaat 'Premium' "wel degelijk verdient".

## Premiumroute
De Paarse premiumwandeling is één van twee routes in Lanaken die op 20 oktober 2016 het kwaliteitslabel 'Premium' ontvingen van het Deutsche Wanderinstitut. Tot op heden zijn de paarse en de rode premiumwandelingen de enige twee wandelroutes in België met dat label. Dat deze wandelingen dit label toegekend kregen was het resultaat van inspanningen van Regionaal Landschap Kempen en Maasland, gefinancierd door de gemeente Lanaken, Provincie Limburg en Toerisme Vlaanderen. Gedeputeerde van Toerisme, Cultuur en Erfgoed Igor Philtjens en burgemeester van Lanaken Marino Keulen namen in de Waterburcht Pietersheim uit handen van een delegatie van het instituut de bijbehorende certificaten in ontvangst.